# Klaus Peter Cadsky
Klaus Peter Cadsky (Hanôver, 3 de agosto de 1937 – Soleura, 11 de março de 2011; pseudônimo: Nico) foi um chargista e caricaturista suíço-alemão.
Em 1957, Cadsky começou a trabalhar como retocador para uma revista de Lucerna. No ano seguinte mudou para o Stern alemão, e depois para o Nebelspalter, uma revista satírica da qual tornou-se redator-chefe em 1966. Também trabalhou como “caricaturista ao vivo” para a televisão suíça. Em 1968, juntou-se ao diário Tages-Anzeiger, para o qual realizou aproximadamente 35000 desenhos ao longo de 37 años. Depois trabalhou para o diário Blick e, finalmente, juntou-se à AZ Media Group para a qual trabalhou até o fim da sua vida.